# Удине (провинция)
Удине (на италиански: Provincia di Udine; на фриулски: Provincie di Udin; на словенски: Videmska Pokrajina) е провинция в Италия, в региона Фриули-Венеция Джулия.
Площта ѝ е 4905 км², а населението — около 540 000 души (2007). Провинцията включва 135 общини, административен център е град Удине.

## Административно деление
Провинцията се състои от 134 общини:
- Удине
- Айело дел Фриули
- Аквилея
- Амаро
- Ампецо
- Арта Терме
- Артеня
- Атимис
- Базилиано
- Банярия Арса
- Бертиоло
- Бичинико
- Бордано
- Бутрио
- Буя
- Вармо
- Венцоне
- Верценис
- Вила Сантина
- Виско
- Гонарс
- Гримако
- Джемона дел Фриули
- Дзульо
- Диняно
- Доня
- Дренкия
- Енемонцо
- Кавацо Карнико
- Камино ал Таляменто
- Камполонго Таполяно
- Кампоформидо
- Карлино
- Касако
- Кастионс ди Страда
- Киоприс-Висконе
- Киузафорте
- Кодройпо
- Козеано
- Колоредо ди Монте Албано
- Комелянс
- Корно ди Розацо
- Латизана
- Лауко
- Лестица
- Линяно Сабиадоро
- Лузевера
- Малборгето-Валбруна
- Манцано
- Маняно ин Ривиера
- Марано Лагунаре
- Мартиняко
- Маяно
- Мерето ди Томба
- Моджо Удинезе
- Моймако
- Монтенарс
- Мортеляно
- Моруцо
- Муцана дел Турняно
- Нимис
- Оваро
- Озопо
- Павия ди Удине
- Пазиан ди Прато
- Палацоло дело Стела
- Палманова
- Палуца
- Паняко
- Пауларо
- Поволето
- Понтеба
- Порпето
- Поцуоло дел Фриули
- Почения
- Прадамано
- Прато Карнико
- Премариако
- Преоне
- Препото
- Преченико
- Пулферо
- Равасклето
- Равео
- Рагоня
- Реана дел Рояле
- Резиута
- Резия
- Ремандзако
- Риве д'Аркано
- Ривиняно Теор
- Риголато
- Ронкис
- Руда
- Савоня
- Сан Вито ал Торе
- Сан Вито ди Фаганя
- Сан Даниеле дел Фриули
- Сан Джовани ал Натизоне
- Сан Джорджо ди Ногаро
- Сан Леонардо
- Сан Пиетро ал Натизоне
- Санта Мария ла Лонга
- Саурис
- Седеляно
- Сокиеве
- Стреня
- Сутрио
- Таваняко
- Тайпана
- Талмасонс
- Тарвизио
- Тарченто
- Терцо ди Акуилея
- Толмецо
- Торвискоза
- Тореано
- Тразагис
- Трепо Гранде
- Трепо Лигозуло
- Тривиняно Удинезе
- Тричезимо
- Фаганя
- Фаедис
- Фиумичело Вила Вичентина
- Флайбано
- Форгария нел Фриули
- Форни Аволтри
- Форни ди Сопра
- Форни ди Сото
- Червиняно дел Фриули
- Черчивенто
- Чивидале дел Фриули